# سفارة ماليزيا لدى السعودية
سفارة ماليزيا لدى السعودية هي الممثلية الدبلوماسية العليا لدولة ماليزيا لدى المملكة العربية السعودية. تقع السفارة في حي السفارات في الرياض.